# Список персонажів книжок про Незнайка
У наявній статті наведено якомога повний список персонажів трилогії М. М. Носова про Незнайка: «Пригоди Незнайка і його товаришів», «Незнайко в Сонячному місті» і «Незнайко на Місяці». Українські варіанти імен подано згідно з перекладами Федора Маківчука.

## Провідні персонажі, представлені в усіх частинах трилогії
Незнайко (рос. Незнайка) — головний персонаж всіх трьох книжок трилогії. Коротулька середнього зросту з великою головою. У стилі одягу любить яскраві кольори: вдягнений у блакитний капелюх з широкими крисами, жовтогарячу сорочку, жовті (канаркові) штани і зелену краватку (можливо, алюзія на костюм «стиляг»).
Знайко (рос. Знайка) — коротулька, що мешкав у будинку на вулиці Дзвіночків разом з 15 іншими коротульками, серед яких був неформальним лідером. Дуже любив читання, від цього «став дуже розумний». Ходив у чорному костюмі, «а коли сідав за стіл, чіпляв на ніс окуляри й починав читати яку-небудь книгу, то зовсім був схожий на професора». Опонент Знайка — професор Зірочка, але надалі він мириться з ним і стає його другом.
Пілюлька (рос. Пилюлькин) — лікар з Квіткового Міста. Мешкав в одному будинку зі Знайком. Ходив у білому халаті, а на голові носив білий ковпак з китичкою. Вважав, що рани «треба мазати йодом, а пити касторку». На балу в Зеленому місті танцював разом з Медуницею, при цьому не переставав нагадувати їй про кращість своєї лікарської системи (бо «Йод має дуже велике виховне значення»). Взяв участь у рятувальній експедиції на Місяць на ракеті ФІР.
Гвинтик і Шпунтик (рос. Винтик и Шпунтик) — механіки з Квіткового Міста. Мешкали в одному будинку зі Знайком на вулиці Дзвіночків. Гвинтик названий «знаменитим механіком», а Шпунтик — його помічником. Схожі один на одного, тільки Гвинтик був дещо вищий на зріст. Обидва вдягалися у шкіряні куртки, у кишенях яких носили інструменти, і шкіряні картузи з «окулярами-консервами». Взяли участь у рятувальній експедиції на Місяць на ракеті ФІР. Конструктори принаймні трьох автомобілів: автомобіля на газованій воді (втоплений у річці Незнайком); автомобіля на газованій воді «з підігрівом» (навів Незнайка на думку побажати собі у чарівної палички аналогічний); багатофункціонального всюдихода (доставлений на Місяць на ракеті ФІР, надалі подарований Козлику).
Пончик (рос. Пончик) — коротулька, що мешкав в одному будинку зі Знайком на вулиці Дзвіночків. Угодований, трохи скнаристий, але в цілому добродушний коротулька (втім, він не є найтовстішим з коротульок: під час польоту на повітряній кулі Незнайко обмірив його і Сахарина Сахариновича Сиропчика мотузкою і виявилося, що останній майже в півтора раза товщий за Пончика). У «Незнайку в Сонячному місті» згадується, що він наповняв свою кімнату всяким мотлохом, зокрема костюмами. У костюмах Пончик найбільше цінував кишені: найкращий його костюм мав сімнадцять кишень — десять на куртці і сім на штанях (одна з них — на коліні). На початку книжки «Незнайко на Місяці» Пончик здається не зовсім симпатичним персонажем: спочатку він скнаристо наповнює свою кімнату купою фабричного одягу, хитро ухиляється від роботи під час неочікуваної невагомості в будинку на вулиці Дзвіночків, кидає Незнайка в біді в місячній печері, експлуатує ручну працю на соляному заводі, сибаритствує під час свого скороспілого багатства. Опинившись у капіталістичному суспільстві, Пончик показав себе вельми «діловим» коротулькою: на відміну від непрактичного Незнайка він у перший же день свого перебування на Місяці заробив свої перші гроші, а невдовзі став успішним бізнесменом. Торгівля сіллю приносила йому значні бариші, але конкуренція з великими солепромисловиками привела до банкрутства. Втративши свої багатства і ставши простим робітником, Пончик перевиховується, а після прильоту товаришів із Землі допомагає їм знайти і врятувати Незнайка.

## Інші головні персонажі
Бруднуля Пістрявенький (рос. Пачкуля Пестренький) — коротулька з Квіткового міста. У нього було два правила: «ніколи не вмиватись і нічому не дивуватися». Втім, іноді таки він мусив умиватися, але, оскільки мав властивість швидко забруднюватись, невдовзі його обличчя покривалося крапочками, плямочками й смужками, ставало якимсь перістим. Первісно його звали просто Бруднулею, але після того як мандрівник Циркуль назвав його «пістрявеньким», він отримав подвійне ім'я. Разом з Незнайком і Кнопочкою здійснив подорож до Сонячного міста на автомобілі. Реєструючись у готелі «Мальвазія», записався як «Іноземець Бруднуале Пістряніні».
Гусля (рос. Гусля) — музикант з Квіткового Міста. Мешкав в одному будинку зі Знайком. Пробував навчити Незнайка музики. Взяв участь у рятувальній експедиції на ракеті ФІР.
Жуліо (рос. Жулио) — підприємець на Місяці, торгівець зброєю, власник «Магазину різнокаліберних товарів». Коротулька зі смуглявим, вилицюватим обличчям, невеличкими чорними вусиками, маленькою гострою борідкою і вузенькими чорними очима (саме очі робили його схожим на Мигу: вони так само «неспокійно бігали довкола, так само тривожно спалахували»). Завжди прагне наживи, будь-яку справу оцінює виключно з погляду прибутковості. Намагався здерти гроші з пана Скуперфільда, але був обманутий ним, отримавши від нього удар тростиною по голові. Непритомний Жуліо був кинутий у лісі Мигою і Крабсом, надалі явився до пана Спрутса, допомагав йому виживати в нових обставинах. Динаміт зі старих запасів Жуліо був використаний, щоб підірвати ракету ФІР. Походження імені «Жуліо» прозоре — від слова «жулік», зближеного з «Джуліо» (італ. Giulio) або «Жуліу» (порт. Júlio) — відповідно італійською і португальською формами імені Юлій.
Козлик (рос. Козлик) — коротулька, з яким Незнайко познайомився у каталажці. Безробітний, втратив робоче місце після травм, отриманих в аварії (на купленому в кредит автомобілі). Мешкав у нічліжках у Давилоні. Опинився у в'язниці лише за те, що «понюхав бублик у булочній». Надалі став вірним другом Незнайка.
У мультфільмі «Незнайко на Місяці» персонаж Козлика, як близького друга Незнайка на Місяці замінений персонажем журналістки Зірочки. Коротулька на ім'я Козлик присутній і в екранізації, але там він є другорядним персонажем.
Кнопочка (рос. Кнопочка) — малючка з Квіткового міста. Уперше її згадано у «Пригодах Незнайка і його товаришів»: як одну з двох малючок, до яких чіплявся Незнайко під час підготовки до польоту на повітряній кулі. Приводом послуговало те, що його приятель Гунько подружився з Кнопочкою та її подругою Мушкою. Справа закінчилася бійкою Гунька з Незнайком і їхньою тимчасовою сваркою. У другій частині трилогії, «Незнайко в Сонячному місті», Кнопочка — одна з трьох головних персонажів, супутниця Незнайка в його подорожі до Сонячного міста. З Незнайком подружилася завдяки захопленню обох казками.
Клепка (рос. Клёпка) — інженер з Сонячного міста, посідач всюдихідного автомобіля-трансформера власної конструкції. Ексцентричний, рухливий, темпераменту холеричного, неспокійного. Взяв участь у рятувальній експедиції на Місяць на ракеті ФІР, був поранений під час нападу поліцейських на землян.
Крабс — «головний менеджер», управитель виробництв Спрутса. Посланий Спрутсом у Давилон зі завданням переконати Мигу та Жуліо у невигідності вирощування гігантських рослин на Місяці. Крабс успішно впорався з покладеною на нього місією, але потім обманув і свого патрона, втік разом з Мигою, прихопивши з собою і чимало грошей Спрутса.
Мига (повне ім'я Мигс; рос. Мига, Мигс) — дрібний аферист і шахрай на Місяці, приятель Жуліо. Коротулька з чорними очима, які неспокійно бігали. Знайомство його з Незнайком почалося у каталажці, Мига допомагав тому пристосуватися до обстановки. Зі звільненим Незнайком Мига передав послання пану Жуліо, який викупив його з в'язниці. Разом з Жуліо і Незнайком Мига заснував «Товариство Гігантських рослин», метою якого була допомога найбіднішим шарам населення Місяця. Погодився на пропозицію Крабса втекти з виторгованими грошима. Намагався здерти гроші в мільйонера Скуперфільда, після обманув і Жуліо, втік разом з Крабсом, забравши з собою весь капітал «Товариства гігантських рослин». Подальша його доля невідома.
Професор Зірочка (рос. Профессор Звездочкин) — науковець з Сонячного міста. Первісно — опонент Знайка, всі його теорії нещадно критикував. Надалі помирився з ним, взяв участь у рятувальній експедиції на Місяць на ракеті ФІР. Разом зі Знайкою відкрив «антикамінь» (рос. антилунит) — мінерал-антагоніст місячного каменю. Характерною відмінністю Зірочки від Знайка було те, що він відкидав всяку фантастику в науці; вважав, що вигадки не приносять користі.
Синьоочка (рос. Синеглазка) — малючка з Зеленого міста. Незнайко познайомився з нею на другий день після падіння повітряної кулі. Під час їхньої розмови Незнайко сказав, що знаходить Синьоочку і її подругу Сніжинку однаково гарними, на що Синьоочка назвала його «жалюгідним брехунцем». Танцюючи з Незнайком на балу, Синьоочка запропонувала йому листуватися, він погодився, але невдовзі забув про свою обіцянку і згадав про неї лише тоді, коли від розлуки з рідними місцями важко захворів на Місяці.
Скелко (рос. Стекляшкин) — астроном з Квіткового міста. З осколків пляшок робить лінзи для телескопів. У першій книжці трилогії поясняв Незнайку, що Сонце — величезна вогняна куля, «більше за всю нашу землю». Взяв участь у рятувальній експедиції на Місяць на ракеті ФІР.
Скуперфільд (рос. Скуперфильд) — один з капіталістів на Місяці, власник макаронної фабрики у Брехенвілі, член великого бредламу (надалі виключений). Дуже худий («вузлуватий») коротулька, «з пісним, як у тарані, обличчям, жилавим й висохлим»; риб'ячими очима. Зовсім лисий, губи у нього були тоненькі, зовсім безкровні. Голос немилозвучний: різкий, деренчливий: «Коли він говорив, то здавалося, наче хтось заліз на дах будинку й шкребе там по іржавому залізу тупим ножем». Носив циліндр, який водночас служив йому валізою для особистих речей. На засіданні великого бредламу, пошкодувавши грошей, відмовився робити свій внесок на хабар Мизі і Жуліо, втік із залу. Намагався заробити на біржових спекуляціях акціями гігантських рослин, але зазнав великих збитків. Потрапивши у фінансову скруту, урізав зарплатню робітникам фабрики, що спричинило страйк; намагався найняти нових робітників серед безробітних мешканців нічліжок. Після появи землян і невагомості, перебудови суспільного укладу на Місяці, Скуперфільд перевихувався, став робітником на своїй макаронній фабриці, впроваджував там технологічні інновації.
Совість Незнайка — абстрактний, безтілесний персонаж повісті «Незнайко в Сонячному місті». Її докори ночами відчуває Незнайко.
Спрутс (рос. Спрутс) — місячний капіталіст, один з найбагатших жителів міста Грабунберга. Мав «широкувате, дещо витягнуте в сторони обличчя, з маленькими, наче гвіздки, очима й надзвичайно тоненьким носиком, затиснутим між двома пухленькими щічками. Через цю обставину здавалося, наче пан Спрутс увесь час усміхається, і це надавало йому химерного вигляду». Власник величезної мануфактурної фабрики («Спрутсівської мануфактури»), близько тридцяти цукрових заводів і кількох латифундій, а також газети «Давилонські гуморески». Президент «великого бредламу» — ради місячних капіталістів, призначеної для урегулювання ділових відносин. Після появи землян і невагомості, перебудови суспільного укладу на Місяці приховав половину свого капіталу. Виживати у нових умовах йому допомагав Жуліо, з його допомогою Спрутс підірвав ракету ФІР.
Тюбик (рос. Тюбик) — художник з Квіткового міста. Мешкає в одному будинку зі Знайком на вулиці Дзвіночків. Вчив Незнайка малювати. Під час перебування у Зеленому місті писав портрети малючок, але за його власним визнанням, лише два портрети (Сніжинки та Синьоочки) були справжніми витворами мистецтва, а решту він звав «халтурою», оскільки їх було створено за допомогою шаблонів. Взяв участь у рятувальній експедиції на ракеті ФІР.
Фуксія і Рибка (рос. Фуксия и Селедочка) — дві малючки-науковиці з Сонячного міста. Постійне місце мешкання — Наукове містечко в Сонячному місті. Удвох здійснили політ на Місяць, у їхній другій висадці на Місяць взяв участь Знайко. Третій політ на Місяць здійснили у складі рятувальної експедиції з 12 коротульок, шукаючи Незнайка та Пончика. Фуксія — професор космографії. Винайшла «Зимове сонце». На ілюстраціях зображується у капелюшику у вигляді квітки фуксії. Рибка — винахідниця міжпланетної ракети для польоту на Місяць. На ілюстраціях зображується у капелюшику у вигляді риб'ячого хвоста.
Чарівник (рос. Волшебник) — єдиний персонаж трилогії, який споріднює її з чарівними казками. За три добрих вчинки подарував Незнайку чарівну паличку, що виконувала будь-які побажання. Втручання Чарівника виявилося необхідним для щасливого розв'язання проблеми вітрогонів у Сонячному місті.

## Другорядні персонажі

### Мешканці Квіткового міста
Бурчун (рос. Ворчун) — коротулька, що жив в одному будинку зі Знайком. Разом з лікарем Пілюлькою втік з лікарні в Зеленому місті.
Гунько (рос. Гунька) — друг Незнайка. Пробуючи себе в ролі художника, Незнайко намалював портрет свого друга, котрий тому не сподобався.Також Незнайко побився з Гунькою за те,що він подружився з двома малючками - Кнопочкою та Мушкою (див.зверху про Кнопочку і знизу про Мушку.)
Забудько (рос. Растеряйка). Дуже неуважний, має звичку кидати свої речі куди попало. Готуючись до подорожі на повітряній кулі, він не міг знайти своєї куртки і кепки, тому мусив надягнути шапку-вушанку.
Квітик (рос. Цветик) — поет з Квіткового міста. Справжнє ім'я його було Пудик, але він прибрав собі інше ім'я, оскільки «поети дуже люблять красиві імена».
Крапелька (рос. Капелька) — малючка з Квіткового міста. Щоразу плакала, як тільки починався дощ. На питання, чому вона плаче, відповідала: «Не знаю. Я завжди плачу під час дощу».
Кулька (рос. Пулька) — мисливець з Квіткового міста. Має маленького собаку Бульку і рушницю, що стріляє корками. Вирушив у подорож на повітряній кулі разом з собакою, але після аварії Булька збіг назад до Квіткового міста. Кулька залишався довше за всіх коротульок у лікарні і відчуваючи пильну увагу персоналу, став страшенно вередувати, вимагаючи собі незвичайних страв.
Мікроша (рос. Микроша) — коротулька з Квіткового міста. Під час підготовки до повітряної подорожі мешканців на вулиці Дзвіночків, сидів на паркані і сказав: «вони бояться летіти і хочуть, щоб замість них мішки полетіли».
Мовчун (рос. Молчун) — побратим Знайки,житель Квіткового міста. Майже завжди мовчить.
Мушка (рос. Мушка) — подруга Кнопочки. З обома подружився Гунько і це спричинило бійку між ним і Незнайком.
Поспішайко (рос. Торопыжка) — коротулька, що мешкав в одному будинку зі Знайком. Завжди поспішає і не любить марнувати часу. Оскільки «при вдяганні й роздяганні найбільше часу витрачається на застібання і розстібання ґудзиків», для раціонального втягання він навіть придумав собі спеціальний костюм-«блискавку», у якому не було жодного ґудзика. Цей костюм являв собою комбінезон, що застібався зверху на одну кнопку на потилиці. Досить було відстебнути цю кнопку, і комбінезон злітав з плечей і миттєво падав до ніг.
Рогалик (рос. Рогалик) — коротулька, що побачив у вікно Незнайка з Пончиком, коли ті пробирались вулицею в напрямку Космічного містечка.
Ромашка (рос. Ромашка) — малючка, що спостерігала за приготуваннями до відльоту повітряної кулі.
Сахарин Сахаринович Сиропчик (рос. Сахарин Сахариныч Сиропчик) — коротулька, що жив в одному будинку зі Знайком. Своє ім'я отримав через те, що дуже любив газівку з сиропом. Був він дуже чемний. Подобав, коли його називали по імені й по батькові, й не подобав, коли хто-небудь звав його просто «Сиропчиком». Носив картаті костюми. Коротульки, побачивши його здалека завжди говорили: «Погляньте, он іде шахова дошка».
Топик (рос. Топик) — коротулька з Квіткового міста. Під час підготовки до повітряної подорожі мешканців на вулиці Дзвіночків ходив поруч і стверджував, що куля не полетить.
Якосьбудько й Либонько (рос. Авоська и Небоська) — брати з Квіткового Міста. Мешкають в одному будинку зі Знайком. Якосьбудько допомагав Тюбику працювати над портретами малючок у Зеленому місті, зафарбовуючи шаблони по трафарету фарбами. Дуже пишався цією посадою і теж став вважати себе художником. Його відзнакою було те, що він постійно повторював слово «якось». У подорожах надавав перевагу лижним костюмам. Либонько — брат Якосьбудька. Улюблене слово — «либонь». Під час подорожі на повітряній кулі був вдягнутий у смугастий одяг.
Ігор Носов, онук письменника, зазначає, що персонажі Якосьбудька й Либонька могли з'явитися за аналогією з Бобчинським і Добчинським — героями гоголівського «Ревізора»

### Мешканці Зеленого міста
Білочка (рос. Белочка) — подруга Синьоочки, малючка з кісками.
Галочка (рос. Галочка) — сусідка Синьоочки, чорнява малючка.
Дзиґа (рос. Стрекоза) — подруга Синьоочки, малючка з кучериками.
Заїнька (рос. Заинька) — подруга Синьоочки, малючка з бантиком.
Квітонька (рос. Самоцветик) — поетеса зі Зеленого міста. Вірші Квітоньки відрізняються тим, що в них обов'язково присутня моралізаторська кінцівка: «Треба книжку почитать», «треба руки вимивати», «треба хату підмітати». Коли Тюбик малював її портрет, то він, ідучи назустріч побажанням клієнтки, зробив образ Квітоньки мало схожим з натурою.
Кирпонька (рос. Пуговка) — малючка, що жила на Яблуневій вулиці. У її будинку поселилися Тюбик і Гусля.
Киценька (рос. Кисочка) — малючка із закопиленою верхньою губкою. Подруга Ластівоньки.
Кубушка (рос. Кубышка) — сусідка Синьоочки, товстенька малючка. На балу в Зеленому місті танцювала з Пончиком.
Ластівонька (рос. Ласточка) — малючка із строгим худеньким личком і гостреньким підборіддям. Подруга Киценьки.
Маргаритка (рос. Маргаритка) — сусідка Синьоочки.
Медуниця (рос. Медуница) — лікарка з Зеленого міста. Займалася лікуванням Незнайка та його товаришів, постраждалих під час падіння повітряної кулі. На балу в Зеленому місті танцювала з лікарем Пілюлькою.
Пушинка (рос. Пушинка) — сусідка Синьоочки.
Сніжинка (рос. Снежинка) — подруга Синьоочки, гарна білява малючка. Стала першою, чий портрет написав Тюбик.
Соломка (рос. Соломка) — малючка, що займалася селекцією кавунів.
Ялиночка (рос. Ёлочка) — сусідка Синьоочки

### Мешканці Сонячного міста
Акварелька (рос. Пуговка) — співробітниця художнього відділу фабрики одягу. Створювала проект жовтих штанів, оскільки такого фасону там доти не шили.
Баклажечка (рос. Фляжкин) — приятель Жартунчика й Коржика.
Брикун (рос. Брыкун) — один з ослів, перетворених Незнайком на коротульок.
Бубенчик (рос. Бубенчик) — коротулька, який заблукав якось уночі на вулиці й ніяк не міг знайти дороги додому; згадується його знайомим — одним з пасажирів в автобусі під час розмови щодо зникнення Листочка.
Букашка (рос. Букашкин) — читач одної з газет, який написав лист, де висловив пропозицію створити товариство нагляду за порядком.
Буквочка (рос. Буковка) — малючка з Сонячного міста, подруга Листочка.
Вартунчик (рос. Караулькин) — міліціонер з Сонячного міста.
Вертиплященко (рос. Вертибутылкин) — архітектор з Сонячного міста, винахідник будинків, які оберталися навколо осі протягом 1-4 годин. Два обертові будинки за проектом Вертиплященка пізніше були збудовані й у Квітковому місті.
Голочка (рос. Иголочка) — співробітниця художнього відділу фабрики одягу.
Гулька, Мулька, Промокашка, Черепушка, Кондрашка, Чушка, Тютелька, Мудрашка (рос. Гулькин, Мулькин, Промокашкин, Черепушкин, Кондрашкин, Чушкин, Тютелькин, Мудрашкин) — коротульки, що виступили із статтями з питання вітрогонів у Сонячному місті. Кондрашка у своїй статті називав вітрогонів «уламками», «вертопрахами», «піжонами», «пустобрехами», «хуліганами», «віслюками», «пітекантропами», «печенігами» й «непарнокопитними тварюками», а міліціонерів — «розтяпами», «ґавами», «недотепами», «лопухами», «губошльопами», «рохлями», «розмазнями» й «самовідданими свистунами». Така різкість пояснювалась тим, що його самого облили перед цим на вулиці водою, причому при бездії міліціонера, що знаходився поруч.
Жартунчик (рос. Шутило) — жартівник з Сонячного міста, друг Коржика. Найулюбленіший жарт — «Не бути мені Жартунчиком, слово честі».
Зірочка (рос. Звездочка, не плутати з професором Зірочкою) — співачка з Сонячного міста. У мультфільмі, знятому за мотивами книжки «Незнайко на Місяці» ім'я Зірочка носить місячна журналістка, одна з головних персонажів екранізації, яка заступає там місце книжкового Козлика.
Йоржик (рос. Ёршик) — коротулька у ясно-коричневому спортивному костюмі і капелюсі з широкими крисами. Облитий з шланга Пегасиком.
Кавунчик (рос. Арбузик) — архітектор з Сонячного міста.
Калачик (рос. Калачик) — машиніст автоматичних комбайнів, якого Незнайко, Кнопочка і Бруднуля Пістрявенький зустріли по дорозі до Сонячного міста.
Калігула (рос. Калигула) — один з трьох ослів, перетворених Незнайком на коротульок. Хоча в зоопарку й вважався звичайним ослом, насправді був мулом — «це щось середнє між конякою і ослом, тобто він трохи менший від коняки і трошки-трошки більший за осла».
Карасик (рос. Карасик) — майстер на фабриці одягу.
Ключка і Паличка (рос. Каскин и Палочкин) — міліціонери, змінні Вартунчика і Свистунчика.
Коржик (рос. Коржик) — коротулька, друг Жартунчика.
Компресик (рос. Компрессик) — лікар, що лікував Свистунчика.
Крендельок (рос. Кренделёк) — один з мешканців Сонячного міста, що став вітрогоном. Посварився на вулиці із Супчиком.
Кубик (рос. Кубик) — архітектор з Сонячного міста. Взяв участь у рятувальній експедиції на Місяць на ракеті ФІР.
Кузька (рос. Козявкин) — професор, що написав статтю про вітрогонів.
Ластик (рос. Ластик) — відомий письменник. Безпосередньо в розповіді участі не бере, згадується як автор книжки «Тридцять троє веселих воронят», яку лікар Компресик читав Свистунчику.
Листочок (рос. Листик) — інтелігентний коротулька, книголюб. Перетворений Незнайком на осла.
Лілія (рос. Лилия) — черговий директор готелю «Мальвазія». Зустрічала Незнайка, Кнопочку й Бруднулю Пістрявенького.
Маківка (рос. Маковка) — малючка з Сонячного міста, що відвезла на своїй машині Свистунчика до лікарні.
Млинчик (рос. Блинчик) — знаменитий артист-трансформатор, що виступав на естрадному концерті.
Мордочка (рос. Мордочкина) — професорка, яка написала в газеті про вітрогонів.
Ниточка (рос. Ниточка) — художниця з фабрики одягу. Створювала такі малюнки для нової тканини, як «Сонечко», «Чотири пори року» і навіть «Ранок у сосновому лісі». Захоплювалася шахами.
Пегасик (рос. Пегасик) — один з трьох ослів, перетворених Незнайком на коротульок.
Пірце (рос. Пёрышкин) — газетний кореспондент. Написав про пригоди Свистунчика.
Свистунчик (рос. Свистулькин) — міліціонер з Сонячного міста.
Супчик (рос. Супчик) — один з мешканців Сонячного міста, що став вітрогоном. Посварився на вулиці з Крендельком.
Таракашка (рос. Таракашкин) — читач одної з газет у Сонячному місті. У відповідь на лист Букашки написав в «іншу газету».
Фантик (рос. Фантик) — конферансьє на естрадному концерті.
Фігура (рос. Фигура) — чемпіон з шахів. Сконструював шаховий автомат, «який було важко обіграти».
Фунтик (рос. Фунтик) — співак з Сонячного міста, виступав на естрадному концерті.
Циліндрик (рос. Цилиндрик) — інженер з Сонячного міста, винахідник великого текстильного котла. Безпосередньо в розповіді участі не бере, згадується Карасиком.
Чобіток (рос. Сапожкин) — міліціонер з Сонячного міста.
Чубчик (рос. Чубчик) — садівник у Сонячному місті.
Шпилечка (рос. Шпилечка) — співробітниця художнього відділу фабрики одягу.
Штанько (рос. Штанишкин) — коротулька, що знайшов на дорозі книжку Листочка.
Штучка (рос. Штучкин) — режисер театру, зазнав впливу вітрогонів.

### Місячні коротульки
Альфа і Мемега (рос. Альфа и Мемега) — місячні науковці (Альфа — астроном, Мемега — місяцезнавець). Уперше згадуються в епізоді, присвяченій телеконференції Незнайка («прибульця з космосу») з місячними науковцями. Пояснили йому методи, за допомогою яких можна виявити існування інших космічних тіл за непрозорою оболонкою зовнішнього Місяця. Після прильоту земних коротульок на ракеті ФІР Альфа і Мемега прибули у Космічне містечко й спілкувалися з ними.
Бета (рос. Бета) — місячний фізик, професор. Взяв участь у телепередачі, присвяченій зіткненням землян з поліцією. Заарештований прямо в студії поліцейськими за звинуваченням у «поширенні шкідливих думок і неповазі до поліції».
Бігль (рос. Бигль) — детектив, найнятий пані Міногою. Стежив за Незнайком. Ім'я пов'язане з англ. beagle («гончак», «бігль», а також «шукач»).
Бовкало (рос. Болтик) — телерепортер з Фантомаса. Вів репортаж про рейд поліцейських на мешканців села Неїлівка, потрапив у зону дії приладу невагомості.
Босий, Антиквар, Москіт, Гримза, Віртуоз, Амба, Бісер, Болід (рос. Босой, Антиквар, Москит, Грымза, Амба, Бисер, Болид) — в'язні каталажки, викликані разом з Незнайком і Козликом до судді Брехля.
Брехль (рос. Вригль) — суддя в Давилоні. На суді визнав Незнайка не відомим гангстером Красавчиком, а «шантрапою з порожніми кишенями» і велів виставити його на вулицю.
Брехсон (рос. Брехсон) — читач газети, який припускав, що пропалі гроші сховані в автомобільних покришках машини грабіжників.
Бузоні (рос. Бузони) — читач одної з давилонських газет, який припустив, що поліцейські організували переслідування взагалі не тих, хто справді вчинив пограбування банку і що «наша доблесна поліція знову схопила облизня».
Гадкинз (рос. Гадкинз) — власник кількох газет у місті Давилоні («Давилонські побрехеньки», «Газета для любителів почитати лежачи» та ін.), де були опубліковані замовні статті «Паніка на давилонській баржі», «Пильнуйте свої кишені», «Куди тягнуться щупальці Спрутса?» і «Чому Спрутс мовчить?».
Гопс (рос. Гопс) — читач одної з давилонських газет, який припустив, що грабіжники банку під час погоні могли викинути валізу з грошима у двір якогось будинку. Свій лист він закінчив словами: «якщо валізи там нема, то її, значить, уже хтось знайшов, про що тупоголові поліцейські могли б догадатися і самі»
Горішок (рос. Орешек) — один з безхатченків, що ночували під мостом у Брехенвілі.
Гризль (рос. Гризль) — місячний журналіст, головний редактор газети «Давилонські гуморески», яка належить Спрутсу. Майстер піару. Зовнішньо схожий на «товстого старого пацюка, вирядженого в сірий піджак».
Грязинг (рос. Грязинг) — один з капіталістів на Місяці, виробник мила і член «Великого бредламу». У його будинку Козлик колись працював грубником.
Дигль, Гигль, Спигль і Псигль (рос. Дигль, Гигль, Спигль и Псигль) — помічники поліцейського комісара Пшигля.
Дригль (рос. Дригль) — один з місячних поліцейських, охоронник у каталажці.
Дракула — один з найзначніших землевласників на Місяці, посідач морського узбережжя від Лос-Паганоса до Лос-Свиноса. Надалі — визначний солепромисловик, президент «Соляного бредламу». Разом з іншими соляними магнатами довів Пончика та інших дрібних виробників солі до банкрутства.
Дрянинг (рос. Дрянинг) — один з місячних багатирів, член великого бредламу, власник мережі «загальнодоступних готелів» (тобто нічліжок для безхатченків). На засіданні великого бредламу постраждав від пана Скуперфільда: той вдарив його палицею. Ім'я цього персонажа пов'язане з російським словом дрянь («погань») з доданням англійського закінчення «-нг».
Дубс — один з капіталістів на Місяці, власник лісопильних заводів і член великого бредламу. Туго міркує. Характерною ознакою пана Дубса була «важка, наче витесана з дубової колоди, голова, яка важко поверталася то в один бік, то в другий і ледве нахилялася, коли йому треба було подивитися вниз». На засіданні великого бредламу запропонував використати кілерів (за його власним висловом — «двох дуже здібних й навіть талановитих, у своєму роді, осіб»), щоб «прибрати» Мигу, Жуліо й Незнайка з Козликом. Спрутс відповів йому, що «такі методи в даному разі не годяться».
Жадинг (рос. Жадинг) — один з місячних капіталістів, член великого бредламу. Мешкав в місті Брехенвіль. Зовнішньо був дуже схожий на пана Спрутса, відрізнявся від останнього тільки трошки ширшим обличчям, вужчим носом і великими сторчуватими вухами. На засіданні Великого бредламу зробив спробу втекти вслід за Скуперфільдом.
Жгигль (рос. Жгигль) — суперінтендант поліції.
Жергль (рос. Жригль) — один з поліцейських, що брав участь у засідці на Колоска, коли той повертався до Неїлівки.
Жмурик, Тефтель і Ханаконда (рос. Жмурик, Тефтель и Ханаконда) — троє багачів, що займалися біржовими спекуляціями. Придбавши велику кількість акцій товариства гігантських рослин, вони стривожилися обвальним падінням їхнього курсу і замовили низку проплачених матеріалів газетному магнату пану Гадкинзу.
Кактус (рос. Кактус) — мешканка Давилона. Написала в газету, що гроші, які пропали під час пограбування банку, зариті у дворі будинку пана Кукса на Кривій вулиці. Результатами пошуку стали «один дохлий кіт» і обвалення стіни будинку внаслідок зміщення ґрунту. Лист пані Кактус містив багато недоречної інформації: вона повідомляла про себе, що «прекрасно пише на друкарській машинці, знає кулінарію і вміє грати на трубі». Після звинувачень пана Кукса стала взагалі заперечувати авторство цього листа й, у свою чергу, подала позов на редактора газети.
Квантик і Кантик (рос. Квантик и Кантик) — місячні фізики. Згадуються в останніх розділах книжки: серед місячних коротульок, що жили в Космічному містечку і проводжали землян додому. Імена цих персонажів прозорі: перше пов'язане зі фізичним терміном «квант», друге — з ім'ям філософа Іммануїла Канта.
Клопс (рос. Клопс) — багатий житель Давилона. Мешкає на Собачій вулиці. На його ділянці Незнайко здійснив свою висадку на поверхню внутрішнього Місяця. Спійманий слугою Клопса Фіксом за поїданням малини, Незнайко був доставлений до господаря. Той сказав, що не відправить його до поліції, оскільки «з нею краще не зв'язуватися», і став цькувати його собаками. Цькування закінчилося розореним городом Клопса, застреленим з рушниці собакою й втечею Незнайка через паркан. Незабаром Незнайку довелося знову побувати у Клопса: щоб взяти схований у його саду скафандр. Для цієї мети він, Мига, Жуліо й Козлик перевдяглися поліцейськими і з'явилися Клопсу, звинувативши того в тім, що він «скуповує крадене й переховує у себе злодіїв». Вчинивши під цим приводом обшук, вони швидко знайшли скафандр.
Клюква (рос. Клюква) — один з безхатченків, що ночували під мостом у Брехенвілі.
Колосок (рос. Колосок) — місячний селянин-бідняк, житель села Неїлівка, який першим зустрів екіпаж ракети ФІР й отримав насіння земних рослин.
Красавчик (рос. Красавчик) — знаменитий місячний бандит і нальотчик. Безпосередньо у розповіді участі не бере, згадується лише Міглем і суддею Брехлем.
Кукс (рос. Кукс) — домовласник, у якого винаймала квартиру пані Кактус. Подав на останню позов — внаслідок її опублікованих у газеті «рекомендацій» він втратив стіну свого будинку.
Кущик (рос. Кустик) — місячний селянин-бідняк, односелець Колоска. Познайомившись з дією невагомості, заявив, що це «страшна сила і нашим поліцейським вона буде не до вподоби».
Мігль (рос. Мигль) — один з місячних поліцейських, начальник поліцейської дільниці, куди доставили Незнайка. Схильний до пласких жартів. Помилково ідентифікувавши Незнайка за біометричними даними як небезпечного гангстера Красавчика, пропонував йому звільнення за хабар. Ім'я цього персонажа пов'язане з висловом «фіґлі-міґлі» («витівки», «хитрощі»).
Мізинчик (рос. Мизинчик) — один з чотирьох безхатченків («безштаньків-безробітних»), яких Скуперфільд зустрів біля річки другого дня після втечі від Миги і Жуліо. Не мав взуття.
Мільйончик (рос. Миллиончик) — один з безхатченків, що ночували під мостом у Брехенвілі. Його постільні речі складалися з двох старих матраців: на одному він спав, а другим укривався.
Мінога (рос. Минога) — багата любителька собак у Сан-Комарику. У неї Незнайко працював «собачою нянею». Коли Мінога дізналася, що її собаки проводять час у нічліжці з пацюками (де мешкав хворий Козлик), Незнайко був звільнений (мінога — морська тварина класу круглоротих; більшість видів ведуть паразитичний спосіб життя).
Мстигль (рос. Мстигль) — начальник поліції («обер-отаман») міста Фантомаса. Керував рейдом на ракету ФІР і на село Неїлівку.
Мшигль, Кхигль, Чхигль, Гнигль і Вшигль (рос. Мшигль, Кхигль, Чхигль, Гнигль и Вшигль) — поліцейські, що вчинили засідку на Колоска, коли той повертався до Неїлівки від місця висадки землян. Серйозно постраждали від наслідків стрільби у стані невагомості. Мшигль, Кхигль, Чхигль, Гнигль взяли участь у телепередачі.
М'якуш (рос. Мякиш) — коротулька, що їхав разом з Пончиком у поїзді до Фантомаса. Запідозрив його в тім, що він перевдягнений поліцейський.
Норовистий (рос. Строптивый) — один з постояльців нічліжки «Тупичок» у Сан-Комарику, де мусили поселитися Незнайко з Козликом. Картає пана Дрянинга, власника «готелю».
Очко (рос. Глазик) — телеоператор з Фантомаса. Знімав сюжет про рейд поліцейських на мешканців села Неїлівка, потрапив у зону дії приладу невагомості.
Персик (рос. Персик) — читач одної з давилонських газет, який припустив, що в грабіжників банку могли бути спільники. На його думку, саме вони втекли з грошима, у той час коли «пришелепкуваті поліцейські, висолопивши язики, ганялись на своїх автомобілях по всьому місту».
Піскарик, Лящик, Сомик і Судачок (рос. Пескарик, Лещик, Сомик и Судачок) — крутильники атракціонів у Лос-Поганосі, товариші Пончика.
Пекар (рос. Пекарь) — один з безхатченків, що ночували під мостом у Брехенвілі.
Пнигль (рос. Пнигль) — поліцейський у Брехенвілі. Постраждав під час рейду на безхатченків: один з них, на ім'я Пузир, вирвав з його рук електричний кийок і тицьнув під ніс. Поліцейський знепритомнів, а Пузиреві вдалося втекти.
Поступливий (рос. Покладистый) — один з постояльців нічліжки «Тупичок» у Сан-Комарику, де мусили поселитися Незнайко з Козликом. Прагне у всьому бачити позитивне, виправдовує бізнес пана Дрянинга.
Пудл (рос. Пудл) — капіталіст, виробник автомобільних шин. Позивався з виробниками бензину, що звинуватили його в авторстві листа від імені коротульки Брехсона.
Пузир (рос. Пузырь) — один з безхатченків, що ночували під мостом у Брехенвілі. Спав на надувній гумовій подушці. Став єдиним, якому вдалося врятуватися від поліцейських.
Пшигль (рос. Пшигль) — поліцейський комісар, що вів справу про пограбування банку в Давилоні. Проявив себе вельми жорстким стилем розслідування: помістив під варту банківського касира за підозрою у крадіжці («поки не знайдуться гроші»); у пошуках таємничого «читача Сарданапала» наказав ретельно перевіряти всіх лисих у Давилоні.
Рвигль (рос. Рвигль) — поліцейський у Брехенвілі. Керував рейдом на безхатченків.
Румбик (рос. Румбик) — безробітний капітан з Лос-Поганоса, знайомий Пончика. Безпосередньо у розповіді участі не бере, згадується один раз Пончиком.
Сарданапал (рос. Сарданапал) — ім'я, яким підписав лист до редакції один з читачів газети в Давилоні. У листі він висловив твердження, що пропалі гроші «поцупили самі поліцейські». Лист «Сарданапала» спричинив масові арешти лисих у Давилоні, яких підозрювали в авторстві цього образливого листа. Це вигадане ім'я пов'язане з персонажем давньогрецької міфології, міфічним ассирійським царем Сарданапалом.
Сивенький (рос. Седенький) — місячний селянин-бідняк, перший акціонер Товариства гігантських рослин.
Сигль, Жмигль і Пхигль (рос. Сигль, Жмигль и Пхигль) — охоронники в каталажці, помічники Дригля. Згадуються в одному епізоді: угамовування бійки в'язнів.
Стрига (рос. Стрига) — один з в'язнів у каталажці. Разом з Чубарем виманив у Незнайка капелюх.
Скнаринс (рос. Скрягинс) — один з місячних капіталістів, член великого бредламу. Це був худий коротулька, з жовтим кольором шкіри, «що всім своїм виглядом скидався на суху тараню». Його очі були як у дохлої риби, і оживали лише тоді, коли мова заходила про гроші. На засіданні великого бредламу зробив спробу втекти вслід за Скуперфільдом.
Скригль (рос. Скригль) — поліцейський у Брехенвілі. Брав участь у рейді на безхатченків.
Трухт і Лопушок (рос. Трухт и Лопушок) — читачі газети у Давилоні, які стверджували в своєму листі, що гроші вкрав касир банку, інсценувавши пограбування. Комісар Пшигль відреагував негайно: касира помістили під варту на строк «поки не знайдуться гроші».
Тупс (рос. Тупс) — один з капіталістів на Місяці, член великого Бредламу. Відрізняється тупістю.
Фігль (рос. Фигль) — один з місячних поліцейських, патрульний, що затримав Незнайка в ресторані. Ім'я цього персонажа пов'язане з висловом «фіґлі-міґлі» («витівки», «хитрощі»).
Фікс і Фекс (рос. Фикс и Фекс) — слуги Клопса. Перший затримав Незнайка за поїданням малини і доставив його до господаря. Другий привів псів Мілордика і Цезаріно, якими Клопс розпорядився цькувати Незнайка. Разом з господарем Фікс і Фекс були обеззброєні і зв'язані «поліцейськими» під час пошуків скафандра в саду Клопса.
Хапс (рос. Хапс) — власник готелю «Ізумруд» у Давилоні, де оселились Незнайко, Козлик, Мига і Жуліо.
Хнигль (рос. Хныгль) — поліцейський, який вистрілив у стані невагомості з далекобійної великокаліберної гвинтівки, внаслідок чого облетів навколо внутрішнього ядра Місяця і впав приблизно в тому ж місці, з якого вилетів.
Чижик (рос. Чижик) — один з безхатченків, що ночували під мостом у Брехенвілі. Першим побачив Незнайка.
Чубар (рос. Вихор) — один з в'язнів у каталажці. Разом зі Стригою виманив у Незнайка капелюх.
Шмигль (рос. Шмыгль) — давилонський поліцейський, який під час погоні за грабіжниками банку «порвав штани й загубив у метушні каску».
Шприц (рос. Шприц) — лікар з Давилона. Зголосився безкоштовно обстежити прибульця з космосу під час урочистої зустрічі в готелі «Ізумруд». Прослухуючи Незнайка стетоскопом, заодне рекламував свої послуги та ціни.

### Коротульки з міста Зміївки та Котигорошка
Бублик (рос. Бублик) — мешканець Зміївки, водій автомобіля. Його першим зустріли Гвинтик зі Шпунтиком, коли йшли по інструменти до Зміївки.
Метикайло (рос. Смекайло) — письменник зі Зміївки. Дав Гвинтику і Шпунтику паяльник для ремонту машини. У своїй письменницькій діяльності планує використовувати записи розмов коротульок, зроблені за допомогою прихованого диктофона (бормотографа), винайденого Шурупчиком. При цьому, з власного зізнання, досі не написав жодної книжки.
Цвяшок (рос. Гвоздик) — житель Зміївки. Спочатку був хуліганом, потім виправився (цікаво, що словом «трепанація» він називав прочуханку, лупцювання).
Циркуль (рос. Циркуль) — мандрівник-велосипедист з міста Котигорошка. Вирішив об'їхати всі коротульчині міста, «які тільки були на світі». Згадується у розповіді про те, як отримав своє ім'я Бруднуля Пістрявенький.

Шурупчик (рос. Шурупчик) — механік і винахідник зі Зміївки, у якого все хатнє обладнання було на кнопках. Старається удосконалити все, що під руку потрапить, але не завжди вдало.